# Dirk Möller
Dirk Möller (* 28. September 1961 in Weimar) ist ein deutscher Politiker (Die Linke). Er war von 2012 bis 2014 Abgeordneter des Thüringer Landtags.

## Leben und Beruf
Von 1968 bis 1976 besuchte Möller die Polytechnische Oberschule in Niederzimmern, danach bis 1980 die  Erweiterte Oberschule in Bad Berka.
Aus gesundheitlichen Gründen wurde Möller ausgemustert und konnte deshalb unmittelbar nach dem Abitur sein Studium aufnehmen. Von 1980 bis 1984 studierte er an der Martin-Luther-Universität Halle-Wittenberg und schloss als Diplomlehrer für Staatsbürgerkunde und Geschichte ab.
Nach dem Abschluss des Studiums nahm er eine Tätigkeit als Lehrer an der POS „Werner Lamberz“
in Bad Berka auf.
Seit 1988 arbeitete Möller als politischer Mitarbeiter der SED-Kreisleitung Weimar. Von 1990 bis 1991 war er Leiter der Geschäftsstelle des Kreisverbandes der PDS Weimar, danach bis 2012 Regionalmitarbeiter des Landesverbandes der PDS Thüringen, später Die Linke Thüringen.
Möller ist verheiratet, hat zwei Kinder und wohnt in Weimar.

## Partei
Seit 1989 war Möller stellvertretender Vorsitzender des Kreisverbandes Weimar der SED, später der PDS.
Von 1993 bis 2009 war Möller Kreisvorsitzender der PDS Apolda/Weimar, später Die Linke Apolda/Weimar.

## Abgeordneter
Ab 1. Juli 2012 gehörte Möller dem Thüringer Landtag an. Er rückte für Birgit Keller nach, die ihr Mandat nach den Kommunalwahlen in Thüringen 2012 niederlegte. Möller war Sprecher für Schulpolitik und Erwachsenenbildung seiner Fraktion.
Bei der Landtagswahl 2014 unterlag er als Direktkandidat im Wahlkreis Weimar II dem amtierenden Landesinnenminister Jörg Geibert. Auf der Landesliste seiner Partei hatte er auf dem 38. Platz kandidiert.